# Red doméstica

Un ejemplo de una red doméstica simple

Las redes doméstica o  red para el hogar (home area network en inglés, abreviadamente, HAN) es un tipo de red de área local (LAN) que se desarrolla a partir de la necesidad de facilitar la comunicación y la interoperabilidad entre los dispositivos digitales presentes en el interior o en las inmediaciones de una casa.
Los dispositivos capaces de participar en esta red - dispositivos inteligentes, como impresoras de red y ordenadores portátiles- a menudo logran mayores capacidades emergentes a través de su capacidad para interactuar. Estas capacidades adicionales se pueden utilizar entonces para aumentar la calidad de vida dentro de la casa en una variedad de formas, tales como la automatización de las tareas repetitivas, aumento de la productividad personal, la seguridad doméstica mejorada y un acceso más fácil al entretenimiento.